# Aderus armipes
Aderus armipes é uma espécie de inseto besouro da família Aderidae. Foi descrita cientificamente por Léon Fairmaire em 1896.

## Distribuição geográfica
Habita na Índia.